# TimeGate Studios
La TimeGate Studios è una società americana produttrice di videogiochi con sede a Sugar Land, in Texas. La compagnia, fondata nel 1998, ha prodotto nove videogiochi.